# Agaleptus quadrinotatus
Agaleptus quadrinotatus é uma espécie de coleóptero da tribo Callichromatini (cerambycinae); compreende duas subespécies, com distribuição na África do Sul à Somália.

## Sistemática
- Ordem Coleoptera
  - Subordem Polyphaga
    - Infraordem Cucujiformia
      - Superfamília Chrysomeloidea
        - Família Cerambycidae
          - Subfamília Cerambycinae
            - Tribo Callichromatini
              - Gênero Agaleptus
                - A. quadrinotatus (Péringuey, 1888)
                  - Agalepus quadrinotatus maculatus (Schmidt, 1922)
                  - Agalepus quadrinotatus quadrinotatus (Péringuey, 1888)